# Calvoa seretii
Calvoa seretii là một loài thực vật có hoa trong họ Mua. Loài này được De Wild. mô tả khoa học đầu tiên.